# 스니게이터
《스니게이터》(スニゲーター)는 근육맨에 등장하는 초인이다.

## 프로필
- 출신 : 콩고
- 신장 : 불명
- 체중 : 불명
- 초인강도 : 400만 파워

## 소개
성우는 이주창(쾌걸 근육맨 2세).

## 행적
작중에서 등장하지 않지만 악어와 비슷한 형태로 여러 종류의 파충류(목도리도마뱀, 코모도왕도마뱀, 뱀, 거북, 카멜레온, 티라노사우루스의 뒷다리)와 운동화로 변신하는 악의 초인. 티라노사우루스의 뒷다리 형태로 근육맨과 싸우나 참패당한다. 그때 경기장 밖에서 스니게이터 2세(스니게이터의 아들이자 MAX맨의 아버지)가 지켜보면서 근육맨 가문과 미트를 원망하면서 눈물을 흘린다. 현재 그의 손자 MAX맨(스니게이터 3세)이 그의 복수를 위해 근육 만타로와 싸우게 된다.